# Dorfkirche Belsdorf

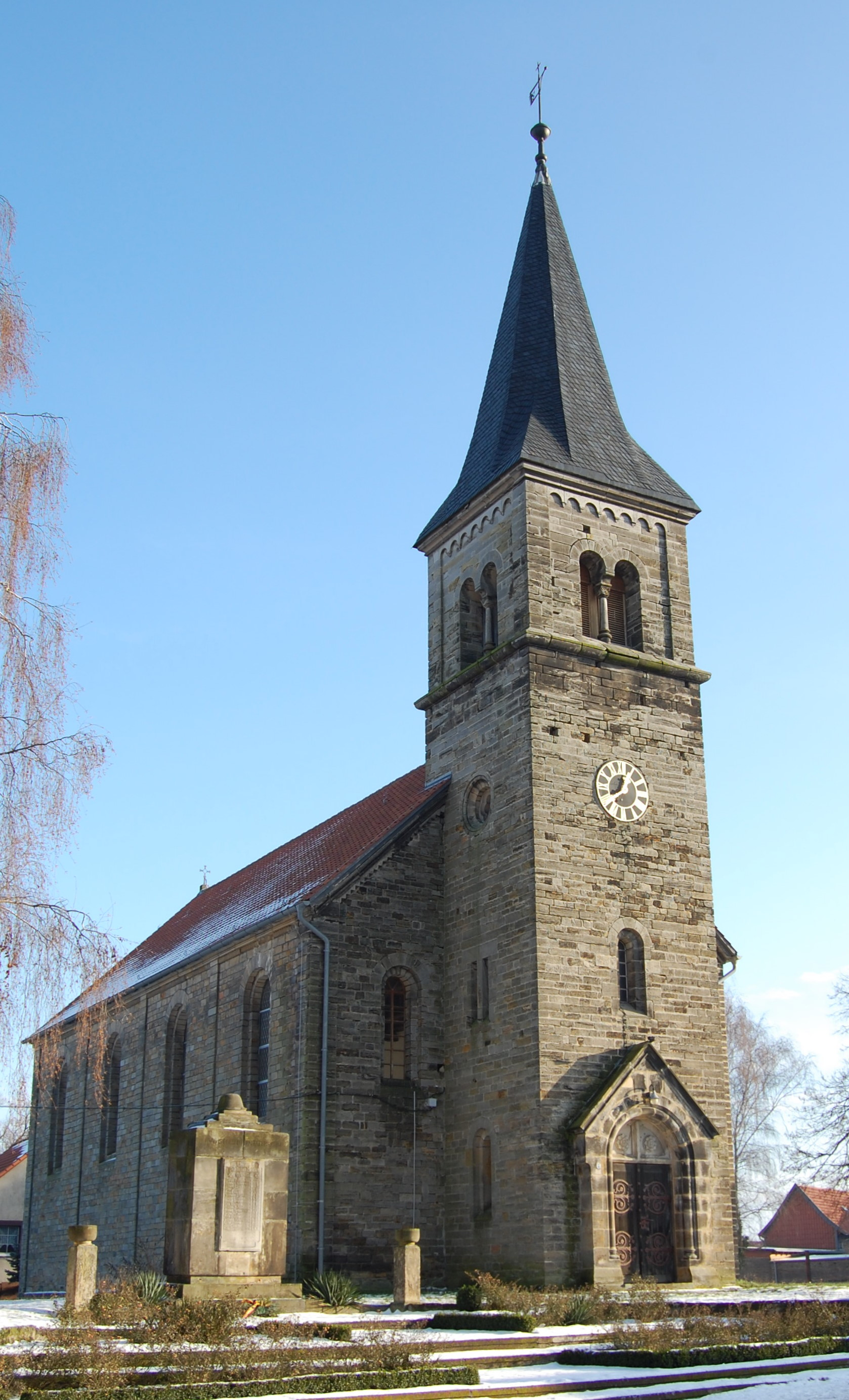
Dorfkirche Belsdorf

Die Dorfkirche Belsdorf ist die evangelische Kirche des zu Wefensleben gehörenden Dorfes Belsdorf in Sachsen-Anhalt.
Die Kirche entstand im Jahr 1867 im Stil der Neoromanik. Im Osten wird sie von einer halbrunden Apsis abgeschlossen. An der Apsis ist ein Grabstein in Form eines Griechischen Kreuzes auf einem Halbkreis aus dem Zeitraum 11./12. Jahrhundert eingemauert. Der Grabstein dürfte aus einem an gleicher Stelle befindlichen Vorgängerbau stammen. Westlich des Kirchenschiffs steht ein 1887 angebauter Kirchturm mit quadratischem Grundriss. Als Baumaterial diente Grauwackequader. Die Ausstattung des mit einer hölzernen Flachdecke überspannten Kirchenschiffs ist einfach. Bemerkenswert ist ein kleines bereits aus dem dritten Viertel des 15. Jahrhunderts stammendes Vesperbild. Die Orgel wurde 1867 von August Troch erbaut. Sie besitzt 7 Register auf einem Manual und dem Pedal. Aufgrund von Windproblemen ist das Instrument schon seit längerem nicht mehr spielbar. Nordwestlich vor der Kirche befindet sich ein Kriegerdenkmal.